# Ermenek
Ermenek est une ville de Turquie située au bord de la rivière d'Ermenek (Ermenek Çayı) branche méridionale du fleuve Göksu Nehri, coupée par le barrage de Gezende. Le barrage d'Ermenek est un nouveau très grand barrage, encore en construction (en 2009) en amont de celui-ci.
Le village de Görmeli se trouve à proximité.

## Population
| 1990   | 1997   | 2000   | 2007   | 2009  |
| ------ | ------ | ------ | ------ | ----- |
| 12 592 | 10 506 | 15 509 | 10 683 | 9 749 |